# The Genesee Farmer

The Genesee Farmer est un « Journal de l'agriculture et de l'horticulture domestique et de l'économie rurale », fondé par Luther Tucker en 1831 à Rochester (New York).

## Histoire
The Genesee Farmer a 600 abonnés dès la première année de sa publication, chiffre qui s'établit huit ans après, en 1839, à 19000 abonnés. Il sera successivement mensuel et hebdomadaire et contribue à la forte croissance agricole des États-Unis dans les années 1840.